# Španělské letectvo
Španělské letectvo (španělsky Ejército del Aire, doslova "Vzdušné vojsko") představuje vzdušné síly španělské armády, které disponují početnou leteckou flotilou. Španělské námořnictvo (Armada Española) disponuje vlastní leteckou flotilou včetně letky palubních letounů letadlové lodě Juan Carlos I (L-61) zatímco letectvo pozemních sil (Ejército de Tierra) má letku vrtulníků.

## Struktura

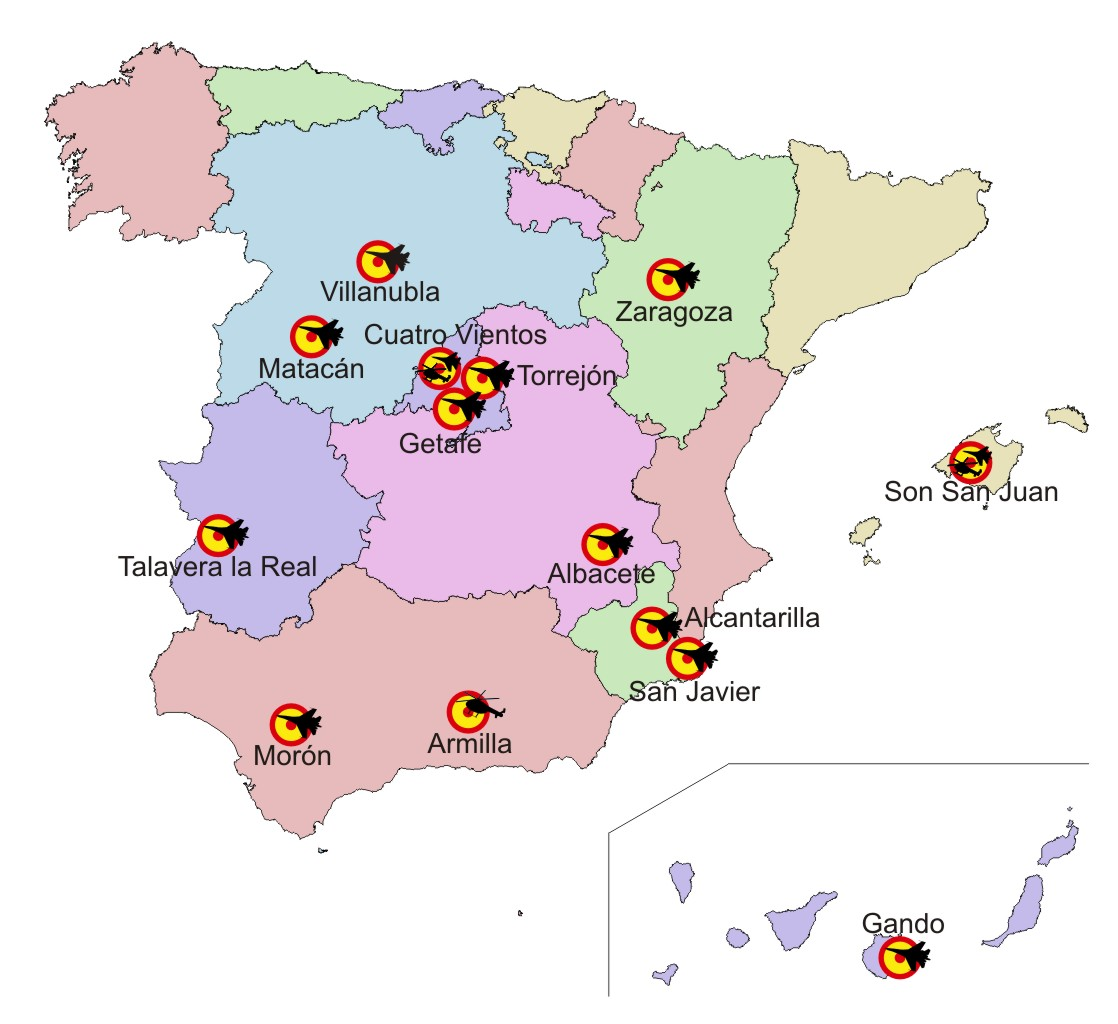
Letecké základny španělského letectva

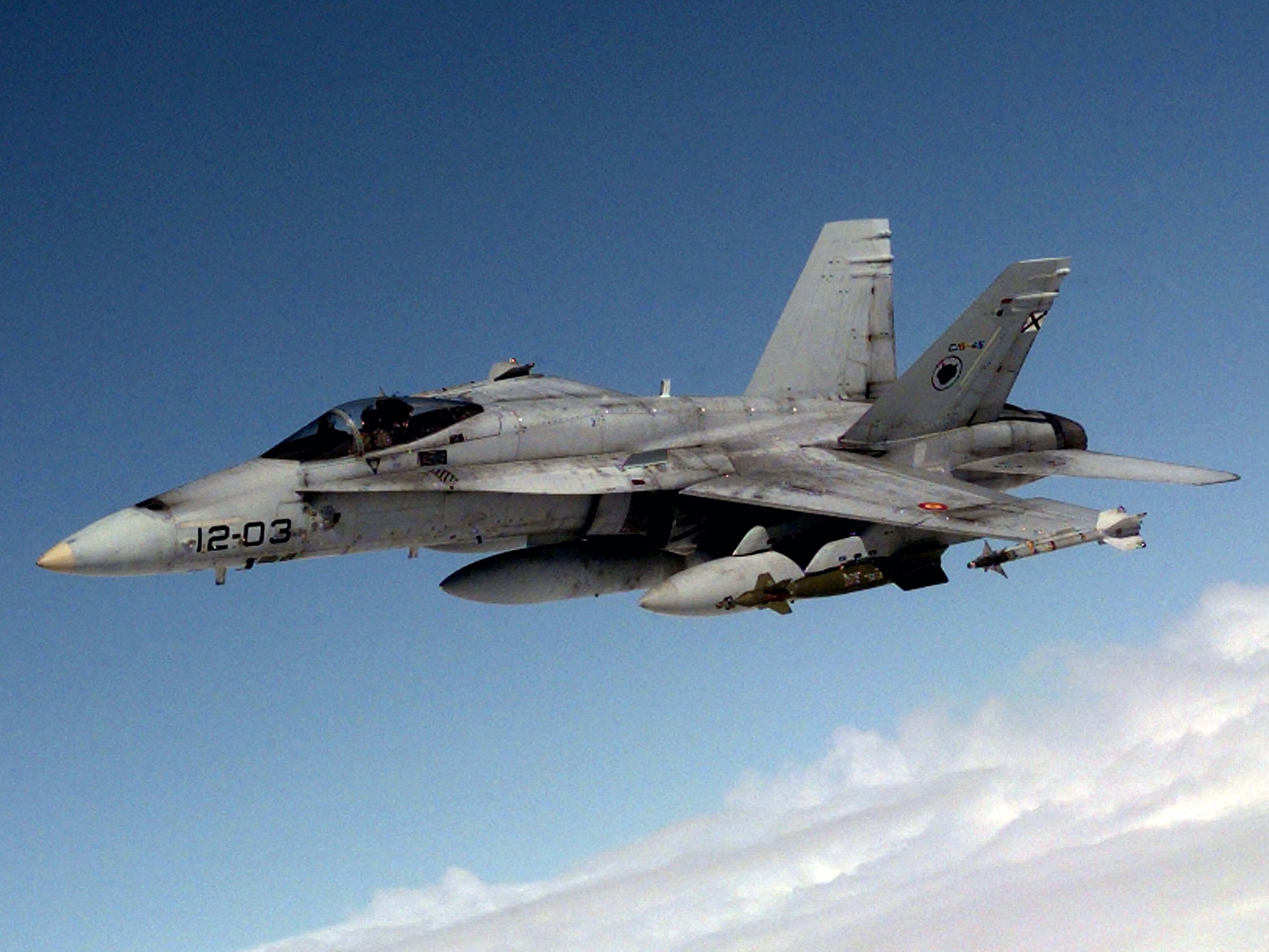
Španělský stíhací letoun F/A-18 Hornet

Organizačně se španělské letectvo člení na samostatná letecká velitelství:
- Mando Aéreo del Cento (MACEN) – centrální oblast, velitelství v Madridu
- Mando Aéreo del Estrecho (MAEST) – oblast Gibraltarského průlivu, velitelství v Seville
- Mando Aéreo de Levante (MALEV) – východní oblast, velitelství v Zaragoze
- Mando Aéreo de Canarias (MACAN) – Kanárské ostrovy, velitelství v Las Palmas

### MACEN
Letecké velitelství centrální oblasti disponuje na letišti v Torrejónu letkou stíhacích letounů F/A-18A+/B+ Hornet, letkou letounů CL-215 a CL-415, VIP perutí letounů A310 a Falcon 900, smíšenou letkou se stroji Boeing 707, C-212 Aviocar a Falcon 20 a také perutí proudových cvičných letounů C-212 a C-101 Aviojet. Letka dopravních letounů CN-235 a C-295 operuje ze základny Getafe. Ve Valladolidu je dislokována letka transportních letounů C-212 a na letišti Cuatro Vientos smíšená letka strojů AS332, AS532, C-212 a CN-235.

### MAEST
Bojové útvary MAESTu zahrnují letku stíhacích letounů Eurofighter Typhoon a peruť námořních hlídkových letounů P-3A/B/M na základně v Morónu, křídlo stíhacích letounů Mirage F1M/BM v Albacete (letouny F1 byly vyřazeny v roce 2013 po 38 letech služby, jejich úkoly převzaly moderní stroje Typhoon) a křídlo stíhacích letounů F-5M v Badajozu.

### MALEV
Velitelství východní oblasti má k dispozici letku se třemi perutěmi stíhacích letounů F/A-18A+/B+ Hornet a křídlo dopravních a tankovacích letounů KC/C-130H Hercules na letecké základně v Zaragoze.

### MACAN
Velitelství MACAN odpovídá za obranu Kanárských ostrovů. Jeho součástí je peruť stíhacích letounů F/A-18A Hornet a smíšená peruť námořních hlídkových letadel F-27 a vrtulníků pátrání a záchrany AS332 na letišti v Las Palmas.

## Letecká technika
| Letoun                         | Obrázek        | Původ          | Typ                  | Verze          | Ve službě      | Poznámky                              |
| Bojové letouny                 | Bojové letouny | Bojové letouny | Bojové letouny       | Bojové letouny | Bojové letouny | Bojové letouny                        |
| ------------------------------ | -------------- | -------------- | -------------------- | -------------- | -------------- | ------------------------------------- |
| F/A-18 Hornet                  |                | USA            | stíhací letoun       | EF-18A/M       | 72             |                                       |
| Eurofighter Typhoon            |                | EU / Španělsko | stíhací letoun       | EF-2000        | 68             | Objednáno dalších 20 letounů.         |
| Cvičná letadla                 |                |                |                      |                |                |                                       |
| F/A-18 Hornet                  |                | USA            | cvičně-bojový letoun | EF-18B         | 12             |                                       |
| Eurofighter Typhoon            |                | EU / Španělsko | cvičně-bojový letoun | EF-2000        | 11             | Objednány další 3 letouny.            |
| Northrop F-5 Freedom Fighter   |                | USA            | cvičně-bojový letoun | F-5M           | 19             |                                       |
| CASA C-101 Aviojet             |                | Španělsko      | cvičný letoun        | C-101          | 66             |                                       |
| ENAER T-35 Pillán              |                | Chile          | cvičný letoun        | T-35           | 35             |                                       |
| Sikorsky S-76                  |                | USA            | cvičný vrtulník      | S-76           | 6              |                                       |
| Eurocopter EC 120              |                | Francie        | cvičný vrtulník      | EC120          | 15             |                                       |
| Letouny zvláštního určení      |                |                |                      |                |                |                                       |
| Boeing 707                     |                | USA            | ELINT                | 707            | 1              |                                       |
| C-212 Aviocar                  |                | Španělsko      | elektronický boj     | C212           | 1              |                                       |
| CASA C-212 Aviocar             |                | Španělsko      | pátrání a záchrana   | C212           | 4              |                                       |
| CASA CN-235                    |                | Španělsko      | víceúčelový letoun   | CN235          | 8              |                                       |
| Fokker F-27                    |                | Nizozemsko     | víceúčelový letoun   | F27            | 1              |                                       |
| Dassault Falcon 20             |                | Francie        | elektronický boj     | Falcon 20/200  | 2              |                                       |
| Lockheed P-3 Orion             |                | USA            | víceúčelový letoun   | P-3A/M         | 5              |                                       |
| Tankovací letouny              |                |                |                      |                |                |                                       |
| Lockheed KC-130 Hercules       |                | USA            | tankovací letoun     | KC-130H        | 5              |                                       |
| Boeing KC-137                  |                | USA            | tankovací letoun     | KC-137 (707)   | 2              |                                       |
| Dopravní a transportní letouny |                |                |                      |                |                |                                       |
| Boeing 707                     |                | USA            | dopravní letoun      | 707            | 1              |                                       |
| Airbus A400M                   |                | EU / Španělsko | transportní letoun   | A400M          | 0              | Objednáno 27 letounů.                 |
| Lockheed C-130 Hercules        |                | USA            | transportní letoun   | C-130H         | 7              |                                       |
| CASA C-212 Aviocar             |                | Španělsko      | transportní letoun   | C212           | 14             |                                       |
| CASA CN-235                    |                | Španělsko      | transportní letoun   | CN235          | 10             |                                       |
| CASA C-295                     |                | Španělsko      | transportní letoun   | C295           | 13             | Plánované pořízení celkem 18 letounů. |
| Cessna Citation V              |                | USA            | dopravní letoun      | Citation V     | 3              |                                       |
| Dassault Falcon 20             |                | Francie        | dopravní letoun      | Falcon 20/200  | 2              |                                       |
| Beechcraft King Air 90         |                | USA            | dopravní letoun      | King Air 90    | 4              |                                       |
| Vrtulníky                      |                |                |                      |                |                |                                       |
| Eurocopter AS332 Super Puma    |                | Francie        | víceúčelový vrtulník | AS332          | 11             |                                       |
| Sikorsky S-76                  |                | USA            | víceúčelový vrtulník | S-76           | 2              |                                       |
| Aérospatiale SA 330 Puma       |                | Francie        | víceúčelový vrtulník | AS330          | 6              |                                       |